# Jazz Messengers

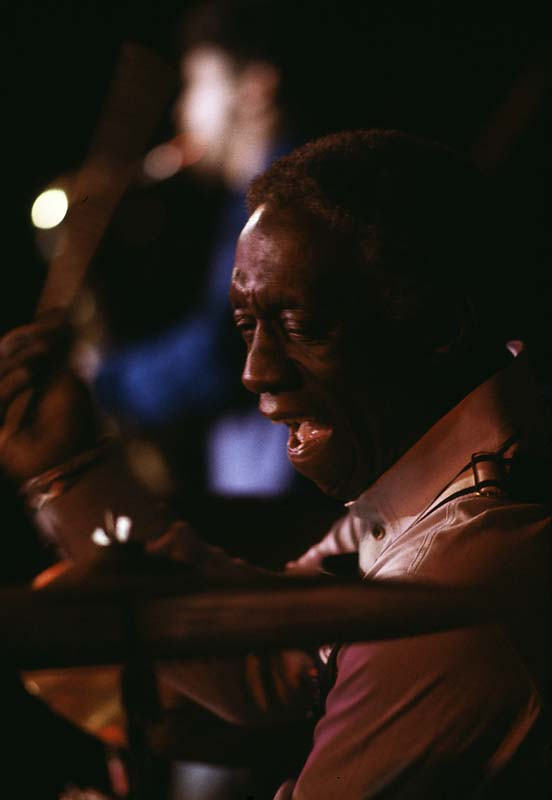
Art Blakey.

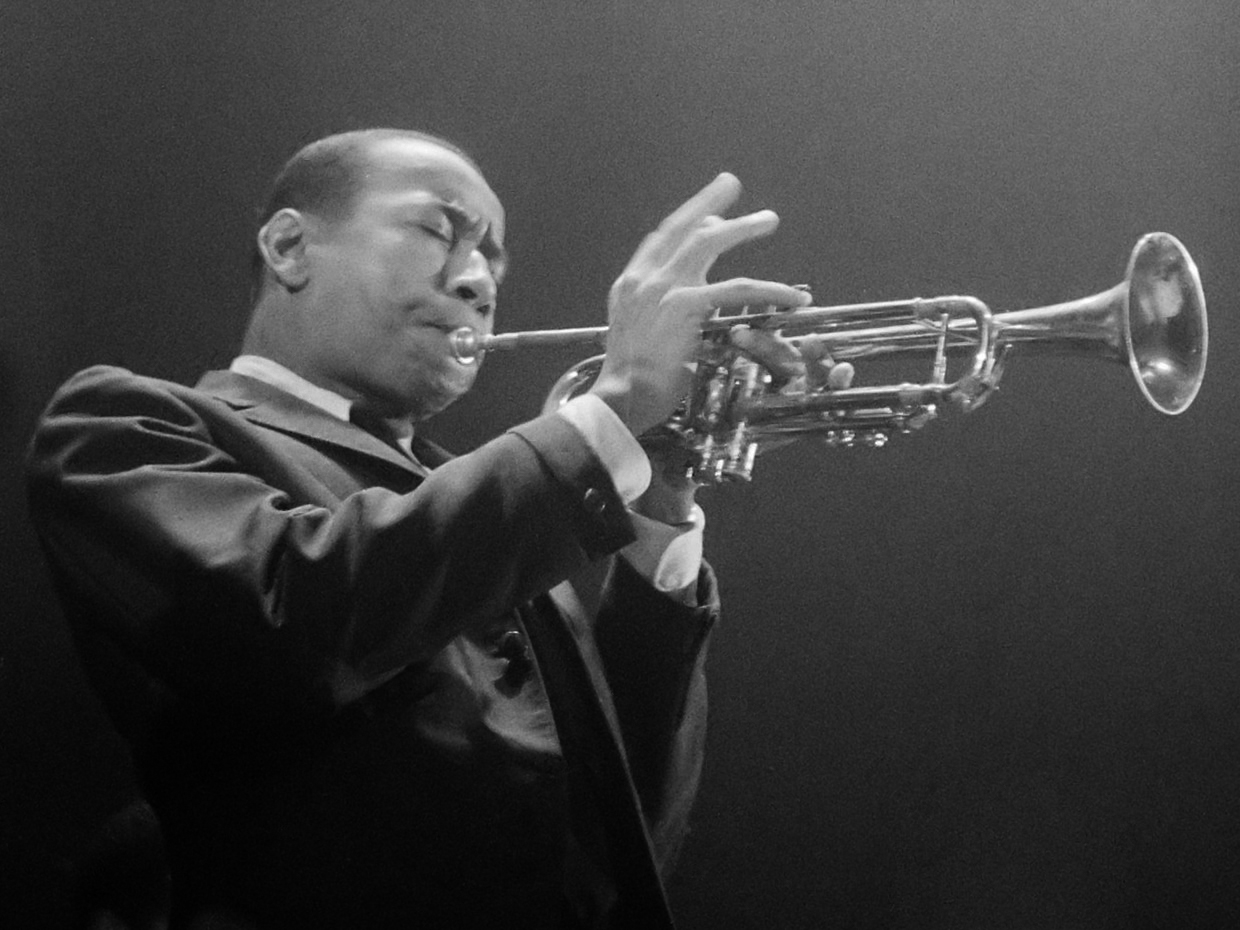
Lee Morgan (1959)

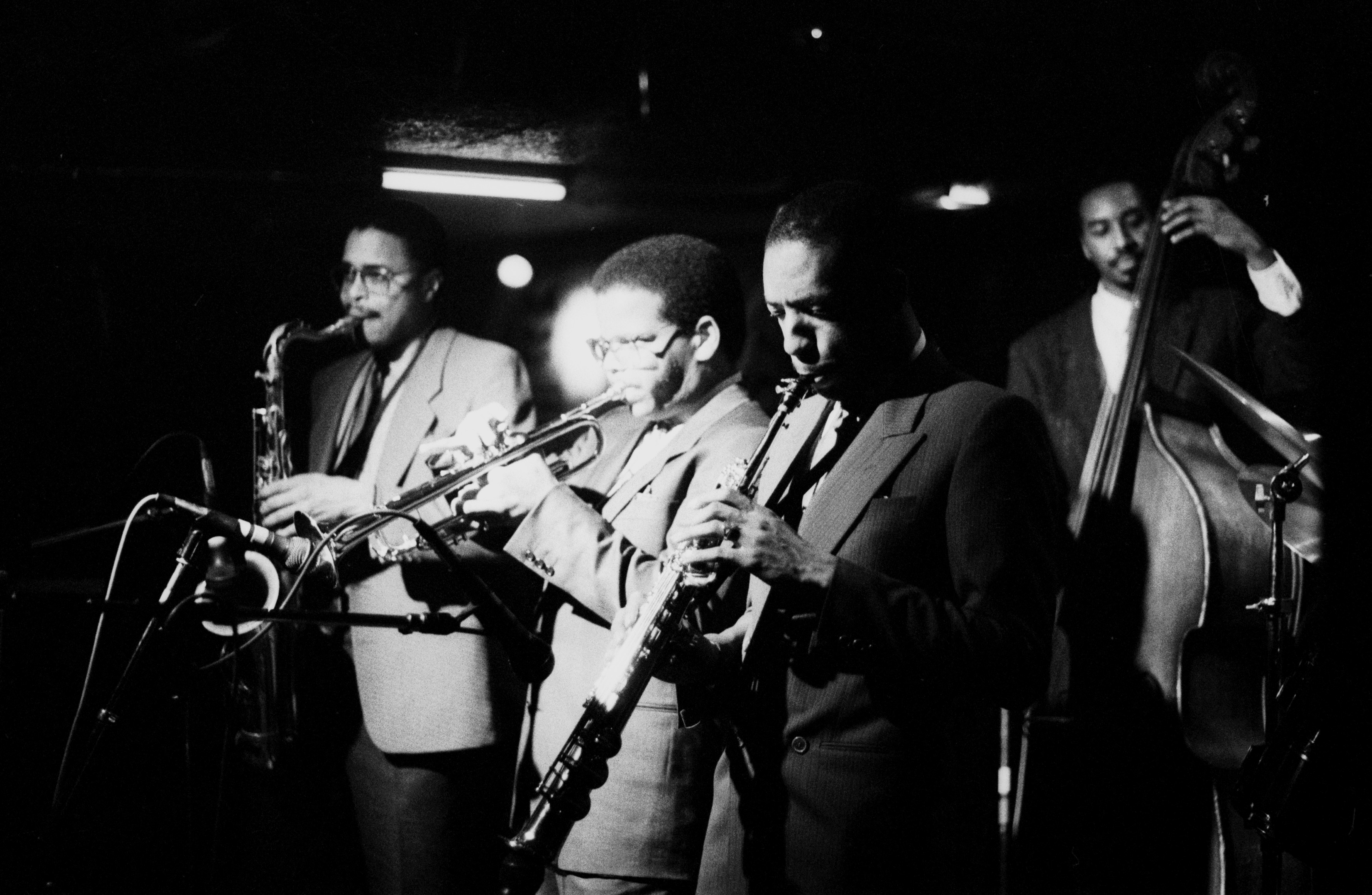
Jazz Messengers en concierto en Plougonven (Bretaña, Francia) en 1985. Terence Blanchard trompeta y Jean Toussaint saxo tenor.

Los Jazz Messengers fue un grupo de jazz moderno conducido por el baterista Art Blakey durante casi medio siglo. El grupo y su nombre fueron creados por el pianista Horace Silver y heredados por Blakey, quien, con perseverancia, lo mantuvo activo, transformándolo en la cantera de algunos de los mejores solistas de los años cincuenta, sesenta, setenta y ochenta. 
La formación original era un quinteto, alternado con un sexteto y, en los últimos años, septeto y octeto. Fueron "descubiertos" por Blakey y dados a conocer a través de los Messengers, solistas como Clifford Brown, Lee Morgan, Freddie Hubbard, Wayne Shorter y Wynton Marsalis. Los Jazz Messengers siempre se mantuvieron fieles al estilo hard bop, considerado como "mainstream" de la era moderna del jazz.

## Trayectoria

### Orígenes
El 17 de diciembre de 1947, Blakey dirigió un grupo conocido como "Art Blakey's Messengers" en su primera sesión de grabación como líder, para Blue Note Records. Los discos fueron lanzados en 78 rpm en la época y dos de las canciones fueron lanzadas en la compilación del LP  New Sounds 10 (BLP 5010) .Este octeto incluyó a Kenny Dorham, Howard Bowe, Sahib Shihab, Musa Kaleem, Ernest Thompson, Jr., y LaVerne Barker. 
Alrededor del mismo tiempo, en 1947 o 1949, Blakey dirigió una gran banda llamada "Seventeen Messengers". La banda resultó ser financieramente inestable y se rompió poco después.
Blakey y Horace Silver comenzaron a trabajar juntos a principios de los años 1950. Algunos citan al grupo que incluyó a Blakey, Silver, Kenny Dorham, Lou Donaldson y Gene Ramey en 1953 como los Jazz Messengers originales. El 21 de febrero de 1954, un grupo catalogado como el "Art Blakey Quintet" produjo el conjunto de discos en vivo llamado A Night at Birdland. El quinteto incluyó a Horace Silver, Clifford Brown, Lou Donaldson y Curly Russell. Estos registros fueron bastante exitosos, y algunos citan esta fecha como el comienzo de los Jazz Messengers.

### Jazz Messengers (1954-1956)
La mayoría data el origen de los Jazz Messengers en 1954, o 1955, cuando aparecieron las primeras grabaciones acreditadas a la banda. Los Jazz Messengers se formaron como un colectivo, nominalmente liderado por Silver o Blakey. Los otros miembros incluyeron a Kenny Dorham, Hank Mobley y Doug Watkins. Sus primeras grabaciones usando el nombre de Jazz Messengers fueron un par de actuaciones en vivo, grabadas en el Café Bohemia en 1955. Un par de grabaciones anteriores de sesiones a finales de 1954 y principios de 1955 -publicadas por Blue Note en LP como el Horace Silver Quintet, vol. 1 y vol. 2- fueron reeditadas posteriormente como un LP titulado Horace Silver y los Jazz Messengers. 
En 1956 Dorham dejó la banda y fue substituido por Donald Byrd. Este grupo firmó por Columbia Records. Más tarde en ese año todos seguían sus propios caminos, pero Blakey conservó el nombre de los Jazz Messengers para sus futuros grupos.

### Los "Segundos" Jazz Messengers (1956-1958)
Durante un breve período en 1956 Donald Byrd permaneció en una nueva formación que incluía a Kenny Drew, Wilbur Ware, Ira Sullivan tocando el saxo tenor en lugar de su trompeta. La única documentación de esta versión de los Messengers fueron dos pistas de respaldo de la cantante Rita Reys en The Cool Voice of Rita Reys en Columbia. 
Blakey entonces formó una nueva alineación que demostraría ser mucho más estable. El nombre más notable, en ese momento, era Jackie McLean. Tenía solo 25 años, pero ya había grabado con Miles Davis y Charles Mingus. Bill Hardman, Sam Dockery y Jimmy "Spanky" DeBrest completaron el grupo.
Grabaron otro disco para Columbia: Hard Bop, todavía bajo el apodo del colectivo The Jazz Messengers. Pasaron a grabar para varias marcas diferentes, incluyendo a RCA para su filial Vik Records, Pacific Jazz, Elektra, Cadet, Jubileo,  Bethlehem  y una grabación en el Atlantic con Thelonious Monk. Durante este tiempo el nombre de la banda evolucionó para incluir el nombre de Blakey, comenzando con "The Jazz Messengers, con Art Blakey" en Ritual, y luego "Art Blakey's Jazz Messengers" en varios discos, y también "Art Blakey and the Jazz Messengers" en Cu-Bop.

### Art Blakey and the Jazz Messengers (1959-1964)
En 1958 Blakey lideró una nueva formación con cuatro nativos de Filadelfia: Lee Morgan, Benny Golson, Bobby Timmons y Jymie Merritt. Esto marcó el comienzo de probablemente el período más fructífero de los Jazz Messengers. Regresaron a Blue Note y el primer disco titulado simplemente Art Blakey and the Jazz Messengers produjo su mayor éxito: "Moanin". También presentó dos canciones más que se convertirían en clásicos de los Messengers, y clásicos del jazz: "Blues March" y "Along Came Betty" de Benny Golson.
Golson dejó la banda en 1959 después de una gira europea (que produjo álbumes en vivo y una banda sonora de una película) para ser substituido, brevemente, por el regreso de Hank Mobley. Mobley no acompañó a la banda a un festival canadiense de jazz en 1959 por razones desconocidas. Lee Morgan se encontró con Wayne Shorter en el festival, y se unió a la banda en el lugar de Mobley. Esta formación produjo varias grabaciones notables incluyendo el álbum titulado A Night in Tunisia.
En 1961 el grupo se amplió a un sexteto con la adición de Curtis Fuller. Esta formación produce Art Blakey !!!!! Jazz Messengers !!!!! álbum para el incipiente sello Impulse!. Al final de ese verano, Lee Morgan y Bobby Timmons se fueron y fueron reemplazados por Freddie Hubbard y Cedar Walton respectivamente. Esta formación registró Three Blind Mice para United Artists y dos más para Blue Note: Mosaic y Buhaina's Delight.
A mediados de 1962, Reggie Workman reemplazó al bajista Jymie Merritt, que quería establecerse en Filadelfia. Esta versión del grupo produjo tres discos para Riverside: Caravan, Ugetsu y Kyoto, además de otro para Blue Note con el nombre de Free For All. Esta formación permaneció junta hasta marzo de 1964, cuando Lee Morgan se reincorporó en lugar de Freddie Hubbard. Alrededor de esa época -la fecha de grabación exacta es desconocida- la banda produjo un álbum de temas del musical Golden Boy para el sello Colpix con una formación expandida. Esta alineación incluyó a Freddie Hubbard y Lee Morgan en la trompeta, además de la adición de Charles Davis, Julius Watkins y Bill Barber. 
En abril de 1964, los Jazz Messengers produjeron su última y nueva grabación para la etiqueta Blue Note: Indestructible.

### Los "Nuevos" Messengers (1964-1966)
En septiembre de 1964, Wayne Shorter dejó el grupo para formar el Segundo Gran Quinteto de Miles Davis. Lee Morgan contrató al saxofonista tenor de Sun Ra, John Gilmore para que cubriera el puesto, aunque se entendió que regresaría a Sun Ra después de un tiempo. Gilmore trajo a su compañero de Arkestra, Victor Sproles y a John Hicks, al piano. 
La banda firmó con el sello de Quincy Jones en Mercury, Limelight Records. Este grupo -incluyendo a Curtis Fuller en el trombón- grabó el primer álbum para el sello: 'S Make It. La banda pronto regresó a un quinteto cuando Fuller partió. El saxofonista alto Gary Bartz reemplazó a John Gilmore y este quinteto, con Freddie Hubbard junto a Morgan grabó Soulfinger para Limelight. 
En enero de 1966, la banda había vuelto a cambiar. Ahora Chuck Mangione ocupó el puesto de trompeta con Frank Mitchell en el saxo tenor, Keith Jarrett en el piano y Reggie Johnson en el bajo. Esta formación produjo el álbum en vivo Buttercorn Lady bajo el nombre Art Blakey and the "New" Jazz Messengers. Mientras la banda continuaba actuando en vivo, esta sería la última grabación de Jazz Messengers en la década.

### Los años oscuros (1966-1976)
A finales de la década de los 60 se vio el ascenso de la música rock en la cultura popular y el mundo del jazz estaba experimentando con el free jazz libre y la fusión de jazz, estilos que a Blakey no le importaban. Fue difícil para Blakey mantener una formación estable para el grupo, durante este período, y aún más difícil producir grabaciones. Entre 1966 y 1972, produjeron solo un registro oficial: Jazz Messengers '70, una grabación en vivo en Tokio. Esta actuación particular incluyó a Bill Hardman, Carlos Garnett, Joanne Brackeen y Jan Arnet.
Blakey mantuvo al grupo trabajando durante este período, especialmente en el extranjero en Europa y Japón, donde mantuvieron su popularidad. Pero las fomaciones eran fluidas, con varios músicos cambiando en función de quién estaba disponible para cada compromiso particular. En varias combinaciones, entre 1966 y 1972 la banda incluyó los trompetas Woody Shaw y Randy Brecker además de Hardman; Los saxofonistas Garnett, Mitchell, Billy Harper y Ramon Morris; los trombonistas Slide Hampton y Julian Priester. La silla de piano vio el mayor volumen de cambios. Después de Jarrett, los pianistas incluyeron a Mike Nock, a Lonnie Liston Smith, a Chick Corea, a McCoy Tyner, a Ronnie Mathews, a George Cables, a Joanne Brackeen, a Albert Dailey, y ocasionalmente a los veteranos John Hicks, Cedar Walton y Walter Davis, Jr., Por el bajo pasaron Buster Williams, Larry Evans, Scotty Holt, Arnet y Mickey Bass. 
En 1972 firmaron por Prestige y produjeron tres álbumes. Child's Dance incluyó piezas de dos sesiones de grabación en 1972, con formaciones diferentes, ampliadas y algo superpuestas. Los miembros regulares en el álbum eran Woody Shaw; Ramón Morris; John Hicks, Walter Davis, Jr. y George Cables en pianos acústicos y eléctricos, y Mickey Bass. El grupo fue complementado por Buddy Terry (saxofón soprano), Manny Boyd (flauta), Michael Howard (guitarra), Stanley Clarke (bajo eléctrico), y los percussionistas Nathaniel Bettis, Sonny Morgan, Pablo Landrum, Emmanuel Rahim y Ray Mantilla para diferentes temas de las dos sesiones. 
En 1973, el grupo con Woody Shaw, el recién llegado Carter Jefferson, Cedar Walton y Mickey Bass grabó dos álbumes más en Prestige: Anthenagin y Buhaina. Tony Waters en la Conga aparece en Anthenaginfak y el trombonista Steve Turre aparece en Buhaina.
Blakey luchó por mantener a la banda en marcha los siguientes tres años. Solo una grabación -una colaboración de 1975 con Sonny Stitt llamada In Walked Sonny en la etiqueta sueca de Sonet- fue producida entre 1973 y 1976. Ese álbum incluía a Bill Hardman, un trompetista que ocupaba nuevamente el puesto de trompeta. David Schnitter ahora estaba en saxo tenor y se quedaría con el grupo durante algún tiempo. Walter Davis, Jr. estaba de vuelta en el piano, y el nuevo bajista fue Isao Suzuki. El grupo seguía siendo popular en Japón, y viajaban allí anualmente. Hardman y Schnitter fueron constantes durante este período. Los pianistas también incluyeron a Albert Dailey y Mickey Tucker y los bajistas a Cameron Brown y Chris Amberger.

### Rejuvenecimiento (1976-1990)
En 1976 Blakey comenzó una relación profesional con Wim Wigt, un holandés propietario de la etiqueta Timeless. Wigt representó al grupo a través de Europa. A partir de este punto, las formaciones comenzaron a estabilizarse a medida que la banda trabajaba más regularmente.
En octubre de 1977 Blakey contrató a un nuevo pianista: James Williams. Este grupo (Ponomarev, Watson, Schnitter, Willams e Irwin) registró In My Prime Vol. 1 en noviembre de 1977 para el sello Timeless de Wigt. En 1978 grabaron In This Korner para Concord Jazz y In My Prime Vol. 2 y Reflections in Blue para Timeless. En febrero de 1979, grabaron el tercer álbum de Messengers titulado A Night in Tunisia para Philips. En noviembre de 1979 graban One by One, un álbum en vivo en Italia, para el sello italiano Palcoscenico. 

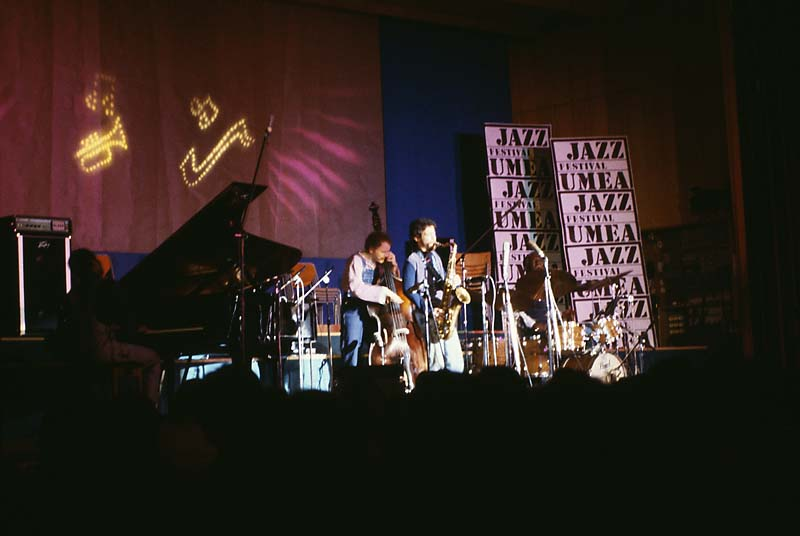
The Jazz Messengers en el festival de jazz en Umeå, Suecia.

En 1979 Blakey decidió montar una "big band" de 11 componentes para una gira europea en 1980. Esta banda era la única en que incluía dos conjuntos de hermanos: Wynton y Branford Marsalis y Robin y Kevin Eubanks, y que el grupo tenía el único guitarrista que Blakey alguna vez contrató, Bobby Broom, que dejó el grupo antes de la gira de 1980. Estas serían las últimas apariciones de Ponomarev con el grupo, mientras que Watson y Williams continuaron con los messengers, David Schnitter fue substituido por Bill Pierce y Dennis Irwin fue substituido por Charles Fambrough. Esta banda también ofreció un segundo batería: John Ramsay. Actuaron en vivo en los festivales de Montreux y Northsea donde la Big Band fue registrada por Timeless.
El sexteto de trabajo regular que emergió de esta gira europea ahora incluía a Wynton Marsalis, Bobby Watson, Bill Pierce, James Williams y Charles Fambrough. Este grupo produjo Art Blakey en Suecia en el sello Amigo, Álbum del año en Timeless y Straight Ahead en Concord Jazz, todo a principios de 1981. 

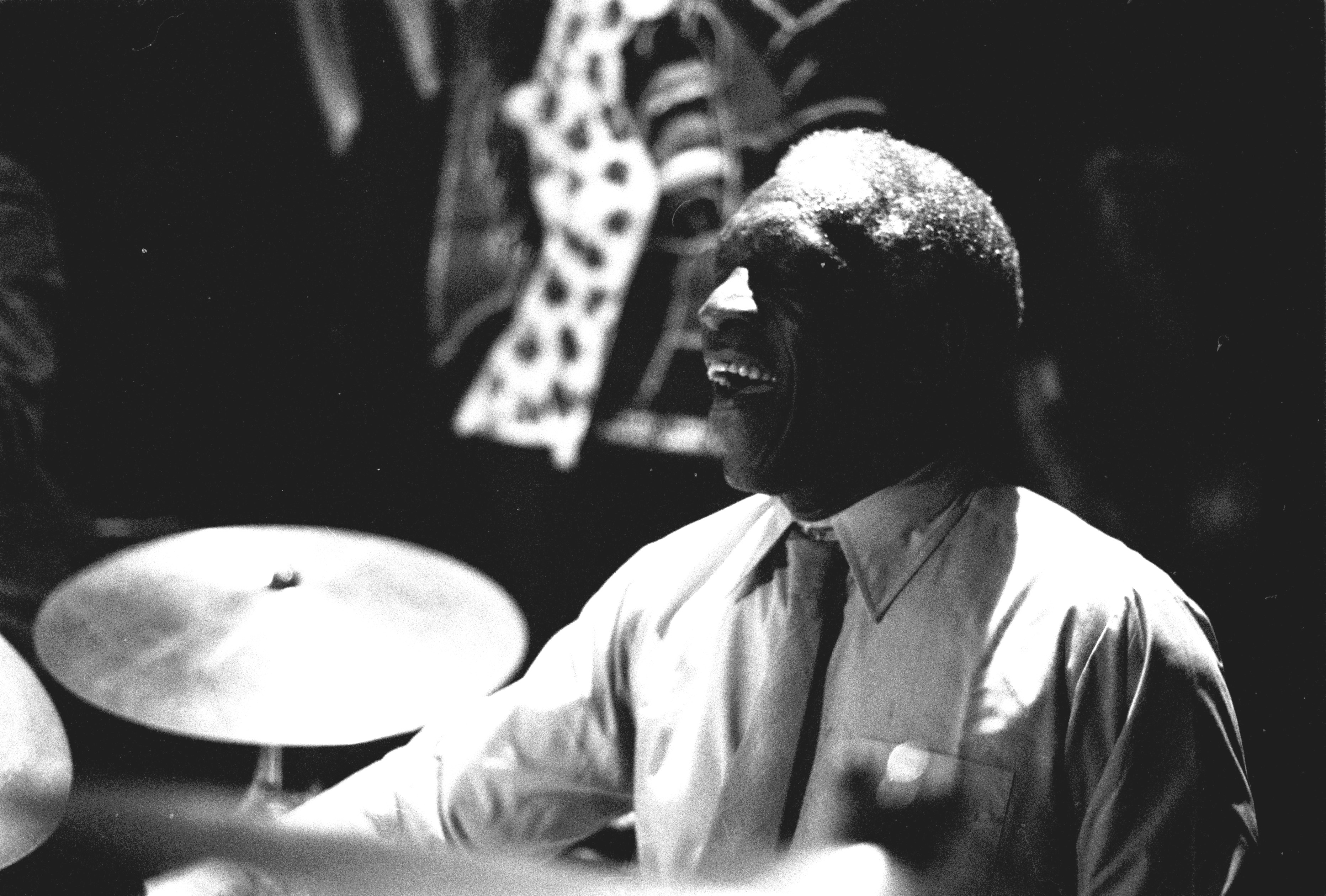
Art Blakey en 1985.

Cuando Branford Marsalis se graduó en el Berklee College of Music en 1981, se unió a su hermano en lugar de Bobby Watson. Donald Brown reemplazó a James Williams en este tiempo también. En enero de 1982 esta formación produjo Keystone 3, el tercer álbum en vivo grabado por la banda en el Keystone Korner en San Francisco. 
La estrella de Wynton Marsalis se elevaba rápidamente. Él y su hermano se fueron para formar su propio grupo a principios de 1982. Debido a las luchas de Donald Brown con la artritis, dejó la banda. La nueva formación era Terence Blanchard y Donald Harrison en la primera línea, y Johnny O'Neal en el piano, uniéndose a Pierce y Fambrough. Esta formación grabó Oh-By the Way para Timeless en 1982. La banda cambió poco a poco durante el siguiente año. Pierce partió para comenzar a enseñar en Berklee en septiembre de 1982. Fue reemplazado por Jean Toussaint. Fambrough salió a mediados de 1983 para ser reemplazado por Lonnie Plaxico. Y Mulgrew Miller se hizo cargo del puesto de Johnny O'Neal en 1984. 
Con esta nueva formación permanecieron juntos durante 1985 y 1986. Grabaron New York Scene in 1984 y Live at Kimball's in 1985, ambos para Concord jazz. Una actuación en vivo en Ronnie Scott en Londres también apareció. 
Blanchard y Harrison formaron su propia banda a mediados de 1986. Fueron reemplazados por Wallace Roney y Kenny Garrett, respectivamente. Tim Williams también fue añadido en el trombón. Este grupo grabó el CD Feeling Good para Delos. 
A finales de 1987, la banda se había vuelto a presentar. Philip Harper fue el nuevo trompetista, Javon Jackson se incorporó al tenor, y Robin Eubanks regresó con el trombón. El nuevo pianista fue Benny Green y Peter Washington fue el bajista. 
Esta formación registró Not Yet y I Get a Kick Out of Bu (con Leon Dorsey en sustitución de Washington en el bajo), para Soul Note en 1988. 
En 1989, se estableció lo que se convirtió en la última formación de Jazz Messengers: Brian Lynch en trompeta, Javon Jackson y Dale Barlow en tenores, Steve Davis y / o Frank Lacy en trombón, Geoff Keezer en el piano y Essiet Okon Essiet en el bajo.
Un concierto en el Festival de Jazz de Leverkusen en Alemania en octubre de 1989 conmemoró el 70 cumpleaños de Blakey. Tocando estaban los mensajeros titulareses, además de muchos invitados especiales: Freddie Hubbard, Terence Blanchard, Donald Harrison, Jackie McLean, Wayne Shorter, Benny Golson, Curtis Fuller, Walter Davis, Jr., Buster Williams, Roy Haynes y Michele Hendricks tocando una canción compuesta para la ocasión por Horace Silver. 
Este grupo final grabó el último álbum de los Messengers, One for All, en A & M Records.

## Músicos principales
Por orden de entrada en el grupo
- 1953: Art Blakey - batería
- 1953: Horace Silver - piano
- 1953: Lou Donaldson - saxo alto
- 1953: Kenny Dorham - trompeta
- 1953: Gene Ramey - contrabajo
- 1954: Clifford Brown - trompeta
- 1954: Curly Russell - contrabajo
- 1955: Hank Mobley - saxo tenor
- 1955: Doug Watkins - contrabajo
- 1955: Donald Byrd - trompeta
- 1957: Johnny Griffin - saxo
- 1958: Lee Morgan - trompeta
- 1958: Benny Golson - saxo tenor y dirección musical
- 1958: Bobby Timmons - piano
- 1959: Wayne Shorter - saxo tenor y dirección musical
- 1961: Cedar Walton - piano
- 1961: Freddie Hubbard - trompeta
- 1961: Curtis Fuller - trombón
- 1965: Keith Jarrett - piano
- 1965: Chuck Mangione - trompeta
- 1966: Frank Mitchell - saxo tenor
- 1973: Woody Shaw - trompeta
- 1977: Valery Ponomarev - trompeta
- 1977: Bobby Watson - saxo alto
- 1977: James Williams - piano
- 1980: Wynton Marsalis - trompeta
- 1982: Terence Blanchard - trompeta

## Discografía
- 1953 Art Blakey & The Jazz Messengers (Birdland)
- 1954 A Night at Birdland, Vol. 1 (Blue Note Records)
- 1954 A Night at Birdland, Vol. 2 (Blue Note Records)
- 1954 A Night at Birdland, Vols. 1-3
- 1954 Art Blakey Quintet, Vol. 2
- 1954 Blakey with the Jazz Messengers
- 1954 Jazz Messages
- 1955 At the Cafe Bohemia, Vol. 1-2
- 1956 Drum Suite
- 1956 Art Blakey & The Jazz Messengers (Columbia)
- 1956 Art Blakey with the Original Jazz Messengers
- 1956 Hard Bop
- 1956 Originally
- 1956 Sessions Live: Art Blakey and the Jazz Messengers
- 1956 The Jazz Messengers (Columbia)
- 1957 Art Blakey & His Rhythm
- 1957 Art Blakey & The Jazz Messengers (Bethlehem)
- 1957 Art Blakey & The Jazz Messengers Live
- 1957 Art Blakey Big Band
- 1957 Art Blakey/John Handy: Messages
- 1957 Art Blakey's Jazz Messengers With Thelonious Monk
- 1957 Cu-Bop
- 1957 Dawn on the Desert
- 1957 Jazz Messengers Play Lerner and Loewe
- 1957 Midnight Session
- 1957 Once upon a Groove
- 1957 Orgy in Rhythm, Vol. 1-2
- 1957 Reflections on Buhaini
- 1957 Ritual: The Modern Jazz Messengers
- 1957 Theory of Art
- 1958 Somethin' Else
- 1958 Art Blakey & The Jazz Messengers (Blue Note)
- 1958 Au Club Saint-Germain, Vols. 1-3
- 1958 Holiday for Skins, Vol. 1-2
- 1958 Live in Holland (1958)
- 1958 Moanin' (Blue Note)
- 1958 Paris 1958
- 1959 Africaine
- 1959 At the Jazz Corner of the World, Vol. 1-2
- 1959 Live in Copenaghen
- 1959 Live in Stockholm
- 1959 Paris Concert: Art Blakey and the Jazz Messengers
- 1959 Paris Jam Session
- 1960 A Night in Tunisia [Blue Note]
- 1960 The Big Beat
- 1960 Electric Sticks
- 1960 Lausanne 1960, Pt. 1
- 1960 Like Someone in Love
- 1960 Live in Stockholm
- 1960 Meet You at the Jazz Corner of the World, Vol. 1-2
- 1961 A Day with Art Blakey and the Jazz Messengers, Vol. 1-2
- 1961 Art Blakey!!!!! Jazz Messengers!!!!!
- 1961 Paris Jazz Concert
- 1961 Roots & Herbs
- 1961 The Freedom Rider
- 1961 The Witch Doctor
- 1962 Caravan
- 1962 Live Messengers
- 1962 The African Beat
- 1962 Three Blind Mice, Vols. 1 & 2
- 1963 Ugetsu
- 1963 A Jazz Message
- 1963 Buhaina's Delight
- 1963 Selections from the Film 'Golden Boy'
- 1964 Free for All
- 1964 Kyoto
- 1965 Indestructible
- 1965 'S Make It
- 1966 Buttercorn Lady
- 1966 Hold On, I'm Coming
- 1966 Tough!
- 1968 Art Blakey Live!
- 1969 Mellow Blues
- 1970 Art Blakey & The Jazz Messengers (Catalyst)
- 1971 For Minors Only
- 1972 Art's Break: Art Blakey's Jazz Messengers
- 1972 Child's Dance
- 1973 Anthenagin
- 1973 Buhaina
- 1976 Backgammon
- 1976 Percussion Discussion
- 1977 Gypsy Folk Tales: Art Blakey and the Jazz Messengers
- 1977 In My Prime, Vol. 1
- 1978 In My Prime, Vol. 2
- 1978 In This Korner
- 1978 Mirage
- 1978 Reflections in Blue
- 1979 Hard Drive
- 1979 One by One: Art Blakey and the Jazz Messengers
- 1980 Art Blakey & The Jazz Messengers (Who's Who)
- 1980 Live at Montreux and Northsea
- 1981 Art Blakey & The Jazz Messengers in Sweden
- 1981 Killer Joe: Art Blakey & George Kawaguchi
- 1982 Art Blakey & The All Star Messengers
- 1982 Oh, by the Way
- 1983 Aurex Jazz Festival '83: Art Blakey and the All Star Jazz Messengers
- 1984 New York Scene
- 1984 Super Live: Art Blakey and the All Star Jazz Messengers
- 1985 Blue Night
- 1985 Buhaina: The Continuing Message
- 1985 Dr. Jeckyl: Art Blakey's Jazz Messengers
- 1985 Hard Champion: Art Blakey and the Jazz Messengers
- 1985 Live at Kimball's
- 1985 Live at Ronnie Scott's: Art Blakey and the Jazz Messengers [DRG]
- 1985 Live at Sweet Basil: Art Blakey and the Jazz Messengers
- 1985 New Year's Eve at Sweet Basil: Art Blakey and His Jazz Messengers
- 1988 I Get a Kick out of Bu
- 1988 Not Yet
- 1988 Olympia Concert: Art Blakey's Jazz Messengers
- 1988 Standards: Art Blakey and the Jazz Messengers
- 1989 Feel the Wind
- 1990 Chippin' In
- 1990 Mosaic
- 1990 One for All
- 1990 Three Blind Mice, Vol. 2
- 1991 Jazz Messenger (Columbia)
- 1991 The Best of Art Blakey (Blue Note/Capitol)
- 1992 A Jazz Hour with Art Blakey's Jazz Messengers: Blues March
- 1992 The Best of Art Blakey and the Jazz Messengers - Art Collection
- 1993 Art Blakey in Sweden
- 1996 Art Blakey (Impulse!)
- 1996 Au Théâtre Des Champs-Élysées
- 1997 Jazz Profile
- 1997 Orgy in Rhythm, Vol. 1-2
- 1998 Art Blakey and the Jazz Messengers (Point)
- 1998 Drum King
- 1998 Planet Jazz
- 1998 The Concord Jazz Heritage Series
- 1999 Drums Around the Corner
- 1999 Art Blakey Is Jazz
- 1999 Blakey
- 1999 Different Drummers
- 1999 Greatest Hits
- 1999 Jazz Archives: Blakey
- 1999 Jazz Messengers/Blues at Carnegie Hall
- 1999 New York City, Birdland Club February 21, 1954
- 1999 The Sounds of Art Blakey, Vol. 1
- 2000 Coast to Coast
- 2000 Immortal Concerts
- 2000 Ken Burns Jazz
- 2000 Les Incontournables
- 2000 Live in Europe: 1959
- 2000 Reflections of Buhaina
- 2000 Round About Midnight
- 2000 Round About Midnight, Vol. 2
- 2000 Southern Devils: Paris Jazz Concert—May 13, 1961, Vol. 1
- 2001 Jazz Collection
- 2001 Live: Olympia 5-13-61, Pt. 1
- 2001 Live: Olympia 5-13-61, Pt. 2
- 2001 Live: Olympia 5-13-61, Pt. 3
- 2001 My Ideal
- 2002 Art Blakey's Jazz Messengers With Thelonious Monk (Atlantic)
- 2002 Hold On, I'm Coming
- 2002 Meet You at the Jazz Corner of the World (Complete)
- 2002 Recuerdo
- 2002 Works of Art
- 2002 Workshop
- 2003 Essential
- 2003 The Birthday Concert

- Datos: Q1684482